# コンゴ民主共和国の鉄道

2013

コンゴ民主共和国の鉄道では、コンゴ民主共和国における鉄道について記す。

## 概要
コンゴ民主共和国ではコンゴ鉄道公社とコンゴ民主共和国運輸省(ONATRA)及びウェレ鉄道省(CFU)により運営され、列車の運行はコンゴ民主共和国国立鉄道公社によって行われている。
2015年には日本からの支援の一環としてJR東日本青森車両センターに所属していた24系寝台・電源車27両及びJR貨物のDE10形ディーゼル機関車4両とDE11形ディーゼル機関車1両、コキ50000形貨車最低20両以上に19E形コンテナが65個以上輸出・譲渡される予定であったが契約者たる大使の帰国・退任により事実上放置されてしまい、秋田臨海鉄道が撤去を求め訴訟を提起。また青山トラン・ブルー社による保存運動も展開された。訴訟の結果秋田地方裁判所による条件付き競売が実施されたが、落札条件が厳し過ぎたため落札有資格者が現れず、秋田臨海鉄道の手によって秋田港駅で全車解体された

。

## 事業者
- マタディ・キンシャサ鉄道
- オナトラ

## 隣接国との鉄道接続状況
- コンゴ共和国 - 接続なし
- 中央アフリカ共和国 - 接続なし
- 南スーダン - 接続なし
- ウガンダ - 接続なし
- ルワンダ - 接続なし
- ブルンジ - 接続なし
- タンザニア - 接続なし（かつて鉄道連絡船あり。カレミ - キゴマ）
- ザンビア - （サカニア（英語版） - ンドラ） - 同じ狭軌を採用1,067 mm
- アンゴラ（本土） - 接続するが運行なし（ベンゲラ鉄道）
- アンゴラ（飛地 カビンダ） - 接続なし